# Sveneby församling
Sveneby församling var en församling i Skara stift och i Töreboda kommun. Församlingen uppgick 2002 i Fägre församling.

## Administrativ historik
Församlingen har medeltida ursprung. 
Församlingen var till 1962 annexförsamling i pastoratet Hjälstad, Mo, Sveneby och Vad. Från 1962 till 2002 var församlingen annexförsamling i pastoratet Fägre, Trästena, Bällefors, Ekeskog, Beateberg, Hjälstad, Sveneby och Mo. Församlingen uppgick 2002 i Fägre församling.

## Kyrkor
- Sveneby kyrka